# Palazzo Chiablese di Castell'Apertole
Il Palazzo Chiablese di Castell'Apertole è una residenza di caccia di casa Savoia, costruita nel XVIII secolo, e nota per essere stata frequentata abitualmente da Re Carlo Felice e dalla Regina Margherita. Un tempo era indicata anche come il luogo prediletto dal Re Carlo Felice, per trascorrere giornate in compagnia di sue amanti.
Oggi la dimora è utilizzata come struttura alberghiera. Si trova in provincia di Vercelli, nei pressi di Livorno Ferraris.